# ピアサポート
ピアサポート（英語: peer support）とは、一般に、「同じような立場の人によるサポート」といった意味で用いられる言葉である。なお、相談に力点を置いた「ピアカウンセリング」、傾聴に力点を置いた「ピアリスニング」なども類似の概念である。

## セルフヘルプ活動としてのピアサポート
いわゆるセルフヘルプ活動の文脈でこの語が使われる場合は、「同じような課題に直面する人同士がたがいに支えあう」といった含意が基本となる。

### ミーティング
参加者相互によるピアサポートを目的として、同じ個人的課題を抱える人同士が集まるミーティング形式の活動が広く行われている。
ミーティングの典型的なスタイルは以下のようなものである。
- 参加者全員で車座になる。
- ひとりずつ順番に話し役になり、自分の経験や現在の状況、思いなどを語る。他の者は話に傾聴する。
- 「言いっぱなし」「聴きっぱなし」が原則であり、感想を述べたり助言をすることは行わない。

「普段口にできないようなことでもここでなら話して聴いてもらうことができる」というのが大きな特長であり、また、人の話を聴くことによって自分の気づきも促され、各自の成長・回復へとつながっていく。
メンバーシップは限定（クローズド）の場合もあれば「誰でもOK」というものもある。
基本的に、その時その時、まさに課題を抱えている最中の人が集まるものであり、メンバーの固定を想定したものではない。
多くの場合、各参加者の名前は伏せたままにされる。
指導者的な役割は存在しないが、ファシリテーター役を置くことは多い。そうした役はその場にいる当事者の中から意のある人が買って出たり、ランダムに選ばれたりする。

## 保健分野
一般に、抱える問題のマイノリティ性が高いほど、当事者は「普段はなかなか口にできない」悩みに苦しんでいるわけであり、その点においてピアサポートは課題解決の大きな力となり得ると考えられている。

### 依存症
米国に源流をもつ AA（アルコホーリクス・アノニマス; アルコール依存症を抱える人たちの集い）、NA（ナルコティクス・アノニマス; 薬物依存症の集い）、GA（ギャンブラーズ・アノニマス; ギャンブル依存症の集い）などが有名であるが、このほかにもさまざまな各種の課題ごとに、各地でグループが結成され、定期的・準定期的なミーティングを行っている。

## 学校教育
- 学生/生徒をサポートする目的で大学や高校に「ピアサポート制度」などを置くことも行われている。相談の聞き役や助言者を学生/生徒が務めることからの命名である。
- 特別な教育的ニーズ（SEN）をもっていた経験者が、定時制高校で「心の教室相談員」として活動した後、類似の経験のある生徒に対して5年間のピアサポート実践を行った例がある。現在、この実践はSENをもっていた生徒の学校教育修了後の支援策として、「ピア・サポートセンター」で実践・研究が継続されている[2]。
- ピアサポートとは、仲間（ピア）の支援・後押し（サポート）という意味があり、人と協力すること、話し合い、考えを形にすることが大切である。中でも、コミュニケーション力を養うためには相手の立場に立ち、共感する能力を身に付けることが重要で、各学校ではその力を発揮するための訓練を行っている。
- ピア・サポートは心理学に関連するところもあり、指導者にはある程度のカウンセリング力が求められる。そのため、学校指導者は日本ピアサポート学会のフォローを受けながら、きちんとした訓練を受けられる。近年では、小学校〜大学までといった幅広い場所で取り組みが行われている。

## 障害者福祉におけるピアサポート
- 障害者権利条約第26条に於いてはハビリテーション（社会参加に必要な能力の習得）及びリハビリテーションの一環として『ピアサポート』を通じたサービスとプログラムの設置と強化を求めている。
- 障害者自立支援法にはピアサポート強化事業の項目がある。

## 医療者を対象とするピアサポート
医療分野では、がん患者をはじめ各種患者団体等のピアサポートが行われてきたが、近年は医療事故を経験しトラウマに苦しむ医療従事者を対象としたピアサポートも広がりつつある。アメリカでは、事故を起こした医療従事者について、個人に帰責するのではなく背景にあるシステムの問題を解析することのほうが、第2第3の事故防止に繋がるという考え方が一般化し、事故を起こした医療従事者も第2の犠牲者であると捉える動きが2000年頃から広がった。実際、医療事故後に自殺する医療従事者も多く、ハーバード大学やジョンズ・ホプキンズ大学などの先進的病院では、患者家族へのケアとともに医療従事者側へのケアも重要な課題として認識され、事故を起こした医療従事者へのピアサポートシステムが整備されつつある。
日本では、医療事故後の患者家族・医療従事者双方へのケアを目的とする初のピアサポート団体「HEALS」（Healthcare Empowerment and Liaison Service）が設立され、医療事故後の医療者を対象とするピアサポートの取り組みが始まっている。